# Josip Brekalo
Josip Brekalo (Zágráb, 1998. június 23. –) horvát válogatott labdarúgó, a Kasımpaşa játékosa kölcsönben a Fiorentina csapatától.

## Pályafutása

### Klubcsapatokban
A Dinamo Zagreb akadémiáján nevelkedett. A horvát élvonalban 2015. december 19-én mutatkozott be egy Inter Zaprešić elleni mérkőzésen. 2016 májusában tízmillió euróért a német élvonalbeli VfL Wolfsburg szerződtette. A német klub 2021 júniusáig szóló szerződést kötött a középpályással.
2017. január 31-én a másodosztályban szereplő VfB Stuttgart kölcsönvette a szezon végéig. Első bajnoki gólját a Heidenheim elleni győzelem alkalmával szerezte 2017 februárjában, majd kölcsönszerződését meghosszabbították. Ugyan alapembere volt a sváb csapatnak, 25 bajnokin két gólt szerzett, idő előtt visszatért a Wolfsburghoz, amikor a Stuttgart lemondott a vételi opciójáról, Mario Gómez átigazolásának részeként.
2024. szeptember 7-én a Kasımpaşa csapata kölcsönbe szerződtette.

### A válogatottban
Utánpótláskorú labdarúgóként részt vett a 2015-ös U17-es Európa-bajnokságon és a 2016-os U19-es Európa-bajnokságon.
A horvát felnőtt válogatottban 2018. november 15-én mutatkozott be a Spanyolország ellen 3–2-re megnyert Nemzetek Ligája-találkozón.

## Sikerei, díjai
- Horvát bajnok: 2015-2016
- Horvát Kupa-győztes: 2015-2016
- Német másodosztály, bajnok: 2016-2017

## Statisztika

### Klubcsapatokban
2020. március 8-án frissítve.
| Klub             | Szezon         | Bajnokság         | Bajnokság     | Bajnokság | Országos kupa | Országos kupa | Nemzetközi kupa | Nemzetközi kupa | Összesen      | Összesen |
| Klub             | Szezon         | Bajnokság         | Pályára lépés | Gól       | Pályára lépés | Gól           | Pályára lépés   | Gól             | Pályára lépés | Gól      |
| ---------------- | -------------- | ----------------- | ------------- | --------- | ------------- | ------------- | --------------- | --------------- | ------------- | -------- |
| Dinamo Zagreb II | 2015–16        | Druga HNL         | 9             | 0         | —             | —             | —               | —               | 9             | 0        |
| Dinamo Zagreb    | 2015–16        | Prva HNL          | 8             | 0         | 3             | 1             | —               | —               | 11            | 1        |
| VfL Wolfsburg    | 2016–17        | Bundesliga        | 4             | 0         | 0             | 0             | —               | —               | 4             | 0        |
| VfL Wolfsburg    | 2017–18        | Bundesliga        | 15            | 4         | 0             | 0             | —               | —               | 15            | 4        |
| VfL Wolfsburg    | 2018–19        | Bundesliga        | 25            | 3         | 2             | 0             | —               | —               | 27            | 3        |
| VfL Wolfsburg    | 2019–20        | Bundesliga        | 21            | 3         | 2             | 1             | 7               | 3               | 30            | 7        |
| VfL Wolfsburg    | Összesen       | Összesen          | 65            | 10        | 4             | 1             | 7               | 3               | 76            | 14       |
| Wolfsburg II     | 2016–17        | Regionalliga Nord | 2             | 0         | —             | —             | —               | —               | 2             | 0        |
| VfB Stuttgart    | 2016–17        | 2. Bundesliga     | 11            | 1         | 0             | 0             | —               | —               | 11            | 1        |
| VfB Stuttgart    | 2017–18        | Bundesliga        | 14            | 1         | 3             | 1             | —               | —               | 17            | 2        |
| VfB Stuttgart    | Összesen       | Összesen          | 25            | 2         | 3             | 1             | 0               | 0               | 28            | 3        |
| Karrier összes   | Karrier összes | Karrier összes    | 109           | 12        | 10            | 3             | 7               | 3               | 126           | 18       |

### A válogatottban
2023. október 15-én frissítve.
| Válogatott   | Év       | Pályára lépés | Gól |
| ------------ | -------- | ------------- | --- |
| Horvátország | 2018     | 2             | 0   |
| Horvátország | 2019     | 9             | 0   |
| Horvátország | 2020     | 8             | 3   |
| Horvátország | 2021     | 11            | 1   |
| Horvátország | 2022     | 3             | 0   |
| Horvátország | 2023     | 2             | 0   |
| Összesen     | Összesen | 35            | 4   |

## További információ
- Josip Brekalo horvátországi statisztikái (horvátul)
- Josip Brekalo adatlapja a horvát labdarúgó-szövetség oldalán (horvátul)

- Josip Brekalo adatlapja a National-Football-Teams.com oldalon (angolul)